# Ancienne histoire des Cinq dynasties

L'Ancienne histoire des Cinq dynasties (chinois simplifié : 舊五代史 ; chinois traditionnel : 旧五代史 ; pinyin : jiù wǔdài shǐ), également appelé « livre des Liang-Tang-Jin-Han-Zhou » (《梁唐晋汉周书》), ou encore « Histoire des cinq dynasties » (《五代史》, wǔdài shǐ) est un ouvrage sur l'histoire des Cinq dynasties écrit par Xue Juzheng (zh) (薛居正) de la dynastie Song.